# تيوكو عمر
تيوكو عمر (بالإندونيسية: Teuku Umar)‏ (ولد في ميولابوه، غرب آتشيه، 1854 - 11 فبراير 1899) كان قائدًا لحرب عصابات ضد الهولنديين في آتشيه أثناء حرب آتشيه. سقط عندما شنت القوات الهولندية هجومًا مفاجئًا في ميولابوه. تم دفن جثته في منطقة موغو. بعد وفاة تيوكو عمر، استمرت زوجته تشوت نياق دين في قيادة العصابات ضد الهولنديين. تم منحه لاحقا لقب Pahlawan Nasional Indonesia ( بطل إندونيسيا الوطني ).

## سيرة شخصية

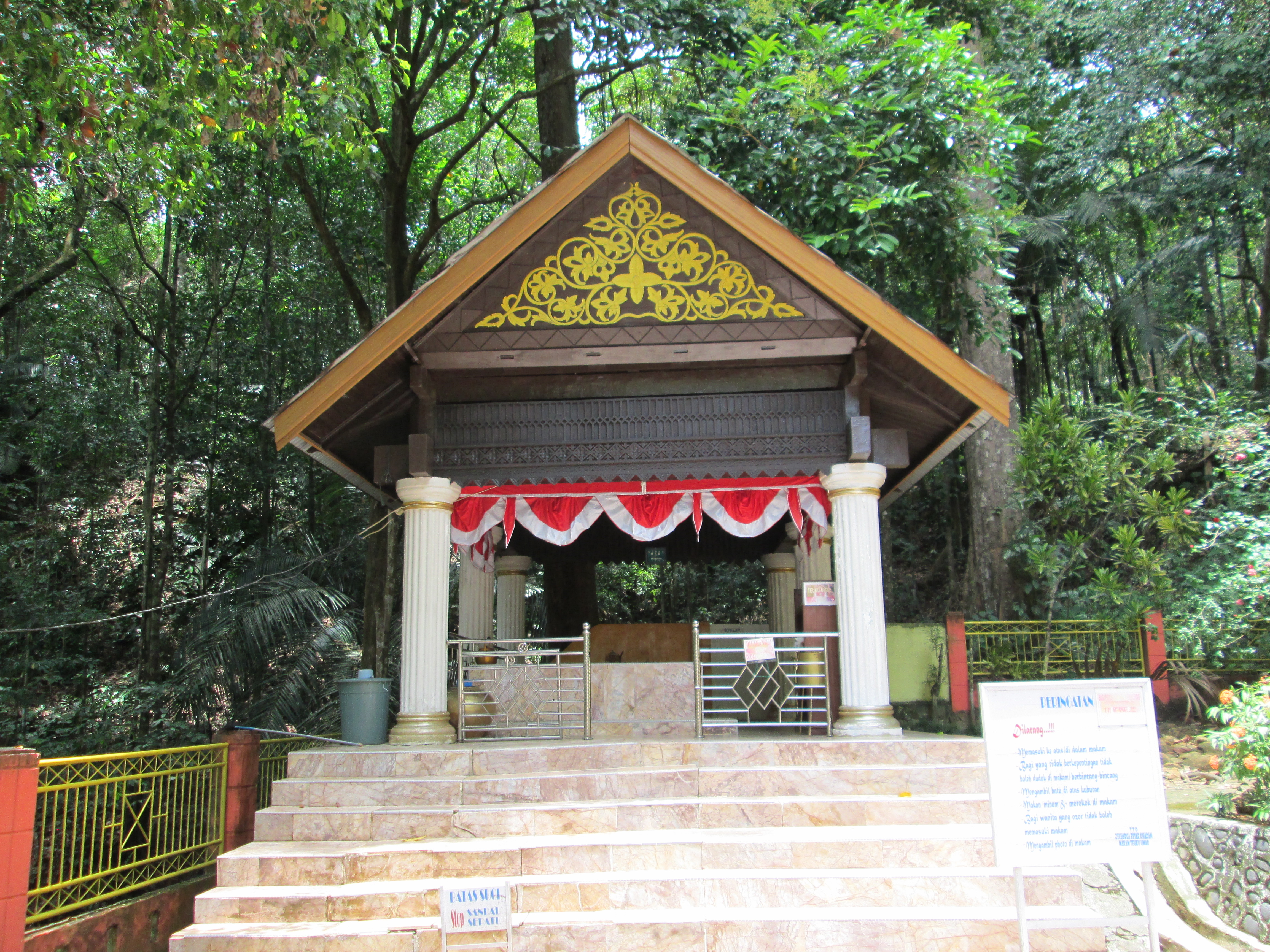
قبر تيوكو عمر في موغو رايك، بانتون رو، منطقة غرب آتشيه

انضم عمر إلى قوات حرب العصابات في عام 1873 في عمر 19 عامًا. في البداية، حارب في ميولابوه. قام في وقت لاحق بتوسيع عملياته إلى أجزاء مختلفة من غرب أتشيه.
في سن ال 20، تزوج عمر نياق صوفيا. لم يمض وقت طويل بعد ذلك، أخذ نياق ماليجاي كزوجته الثانية. في عام 1880، تزوج عمر بنت عمه تشوت نياق دين. انضمت إليه تشوت دين في وقت لاحق في حملة حرب العصابات. 
في عام 1883، وقعت الحكومة الاستعمارية الهولندية معاهدة سلام مع مقاتلي أتشيه. في نفس العام، انضم عمر إليهم كعميل سري بشأن شكاوى دهين، في طريقه إلى صفوف الجيش الاستعماري. بعد اندلاع الحرب مرة أخرى في عام 1884، عمل عمر على وقف كفاح شعب أتشيه. لخدمته، في 1 يناير، 1894 حصل عمر على لقب يوهان بهلوان والسيطرة على فيلق من 250 جنديا مسلحين بالكامل. في النهاية، تم إعطاء عمر السيطرة على 120 جنديًا إضافيًا بالإضافة إلى 17 ملازمًا. 
في 30 مارس 1896، هرب عمر وقواته، وأخذ منهم 800 سلاح و 25000 رصاصة و 500 كيلوغرام (1,100 رطل) من الذخيرة، و 18000 دولار. جنبا إلى جنب مع 400 جندي تحت قيادة تيوكو محمد داود، هاجم عمر القوات الهولندية، مما أسفر عن مقتل 25 وجرح 190. 
ردا على ذلك، أرسل الحاكم الهولندي الجنود بشكل جماعي للقبض على عمر أو قتله. قُتل عمر في كمين في 10 فبراير 1899 في ميولابوه. 

## ميراث

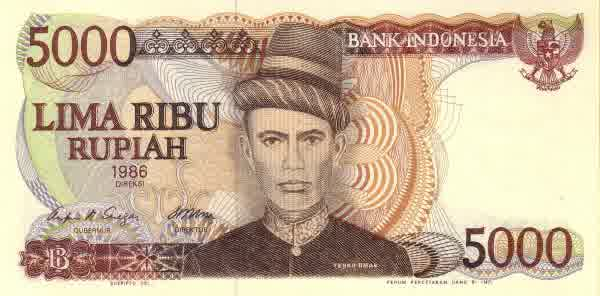
تيوكو عمر على ورقة نقدية بالغة 5000 روبية.

في ثلاثينيات القرن العشرين، وصف سوكارنو تيوكو عمر بأنه واحد من pahlawan tiga-sekawan ( ثلاثة أصدقاء بطوليون ) جنبا إلى جنب مع ديبونيجورو والإمام بنجول. 
تم تعيين تيوكو رسميًا كبطل وطني لإندونيسيا. هناك العديد من الشوارع التي سُميت باسمه في جميع أنحاء إندونيسيا، بما في ذلك شارع رئيسي في ضاحية مينتينغ المعروفة في جاكرتا، بالإضافة إلى حقل في ميولابوه. 

## قائمة المراجع
- Reid، Anthony (2005). An Indonesian Frontier: Acehnese & Other Histories of Sumatra. Singapore: Singapore University Press. ص. 187–88, 336. ISBN:9971-69-298-8.
- Barnard، Timothy P. (1997). "Local Heroes and National Consciousness: The Politics of Historiography in Riau": 509–526. مؤرشف من الأصل في 2017-03-08. {{استشهاد بدورية محكمة}}: الاستشهاد بدورية محكمة يطلب |دورية محكمة= (مساعدة)